# Граб (гора)
Граб — вершина в Українських Карпатах, у масиві Полонина Боржава. Розташована на межі Свалявського і Міжгірського районів Закарпатської області, на південний захід від села Потік.
Висота 1378 м. Підніжжя гори вкриті буковими пралісами з поодинокими деревами ялини і ялиці, вище — полонини і значні площі чорничників.
На південно-східних схилах гори бере початок річка Вендрича.